# Kepler-67
Kepler-67 — звезда, которая находится в созвездии Лебедь на расстоянии около 3610 световых лет от нас. Она принадлежит рассеянному скоплению NGC 6811. Вокруг звезды обращается, как минимум, одна планета.

## Характеристики
Kepler-67 представляет собой звезду 16,4 видимой звёздной величины; она не видна невооружённым глазом. Впервые упоминается в каталоге 2MASS, изданном в 2003 году под наименованием 2MASS J19363680+4609591. В данный момент распространено наименование «Kepler-67», данное командой астрономов из проекта «Кеплер». Это жёлтый карлик, во многом напоминающий наше Солнце. Его масса и радиус равны 86 % и 78 % солнечных соответственно. Температура поверхности составляет около 5331 кельвинов. Возраст звезды оценивается приблизительно в один миллиард лет. Kepler-67 входит в рассеянное скопление NGC 6811 — семейство из приблизительно одной тысячи звёзд с похожими физическими характеристиками, сгруппированных общей гравитацией в одну структуру.

## Планетная система
В 2013 году было объявлено об открытии планеты Kepler-67 b в системе. По размерам она превосходит Землю почти в три раза. Её масса равна 31 % массы Юпитера. Она обращается очень близко к родительской звезде, совершая полный оборот вокруг неё за 15 с лишним суток. Открытие было совершено транзитным методом.